# Porfiar hasta morir
Porfiar hasta morir es una obra de teatro de Lope de Vega escrita en 1624-1628.

## Argumento
La obra nos presenta la historia del legendario poeta Macías, a quien se le concedió el apodo de "el Enamorado". La obra muestra como debe abandonar su pluma para ir a servir a la patria. Una vez allí consigue tantos éxitos como había conseguido en la escritura. En contraprestación por los heroicos servicios prestados, pide que se le conceda la mano de Clara, sin importarle que ésta ya se encuentre prometida con Tello. A pesar de que al final Clara se casa con Tello, él no ceja y continua rondándola y escribiéndole bellas poesías. Como consecuencia de ello y para evitar males mayores es encerrado en la cárcel por el maestre de Santiago. Finalmente Tello, que no puede evitar sentirse celoso, acude a la cárcel y lo mata arrojándole a través de los barrotes una lanza. 

## Representaciones en el siglo XX
- Teatro de la Comedia, Madrid, octubre de 1989.
  - Dirección: Alberto González Vergel.
  - Escenografía: Caruncho.
  - Intérpretes: Carlos Ballesteros sustituido por Carlos Mendy, Andres Resino, Violeta Cela, Jose Caride, Juan Carlos Naya, Diego Carvajal, Roberto Noguera, José Olmo y Francisco Hernández.